# Стантон (Кентаки)
Стантон (енгл. Stanton) град је у америчкој савезној држави Кентаки.

## Демографија
По попису из 2010. године број становника је 2.733, што је 296 (-9,8%) становника мање него 2000. године.
| Група             | 2000.         | 2010.         |
| Белци             | 2.978 (98,3%) | 2.658 (97,3%) |
| Афроамериканци    | 13 (0,4%)     | 11 (0,4%)     |
| Азијати           | 1 (0,0%)      | 11 (0,4%)     |
| Хиспаноамериканци | 22 (0,7%)     | 32 (1,2%)     |
| Укупно            | 3.029         | 2.733         |